# Saint-Benoît-des-Ombres
Saint-Benoît-des-Ombres is een gemeente in het Franse departement Eure (regio Normandië) en telt 117 inwoners (2009). De plaats maakt deel uit van het arrondissement Bernay.

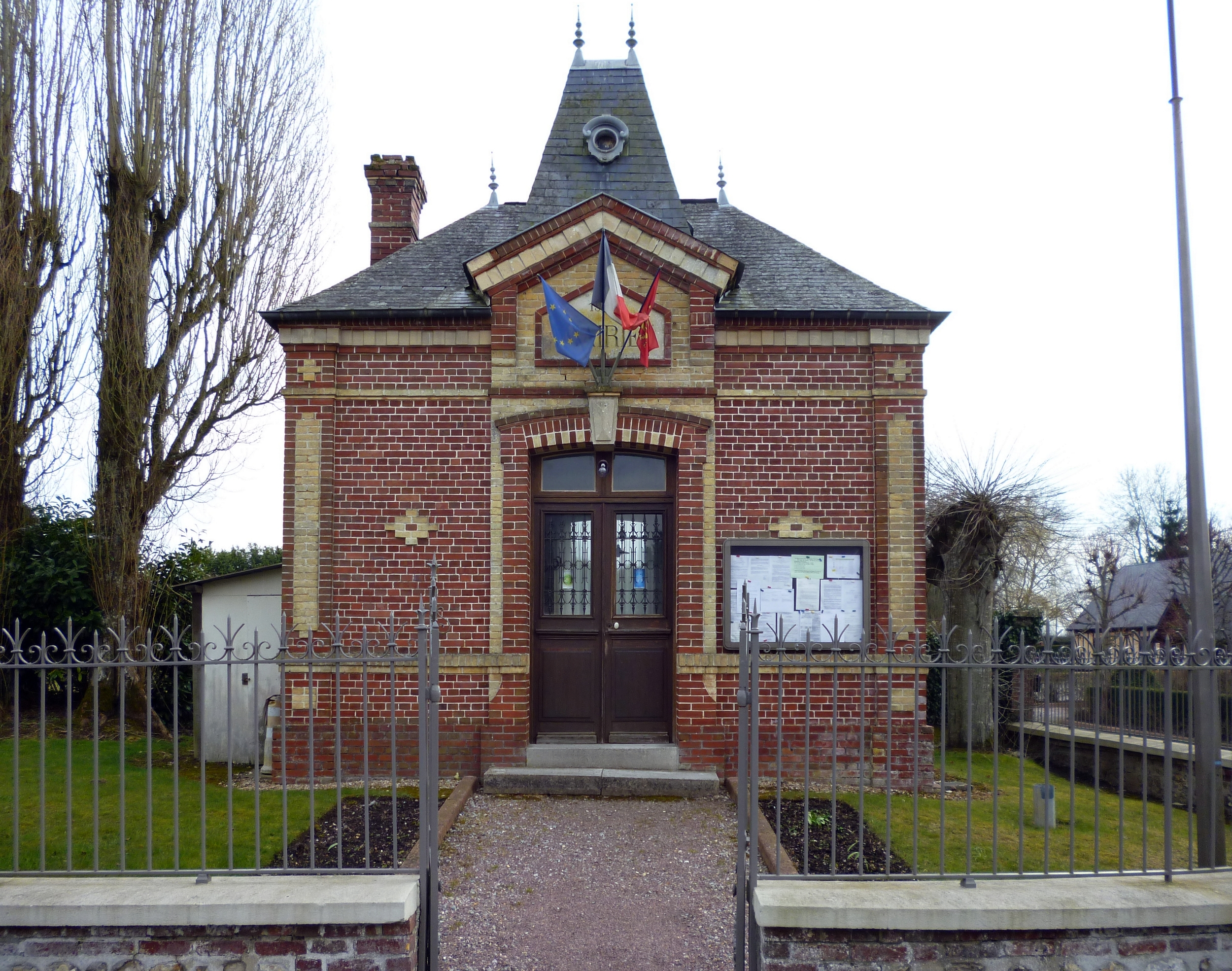
Gemeentehuis
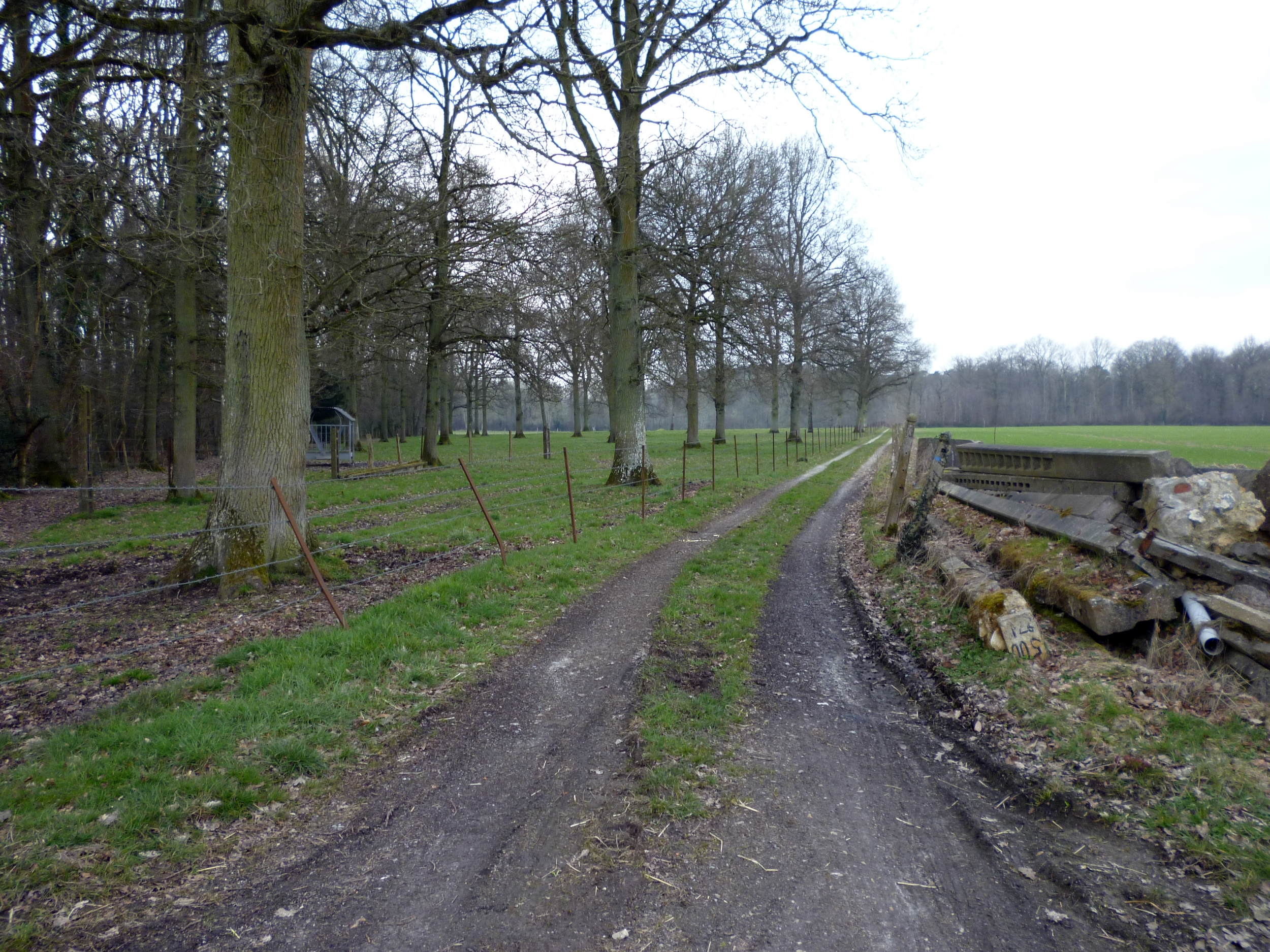
Bosrand bij Saint-Benoît-des-Ombres

## Geografie
De oppervlakte van Saint-Benoît-des-Ombres bedraagt 3,6 km², de bevolkingsdichtheid is dus 32,5 inwoners per km².
De onderstaande kaart toont de ligging van Saint-Benoît-des-Ombres met de belangrijkste infrastructuur en aangrenzende gemeenten.

## Demografie
Onderstaande figuur toont het verloop van het inwonertal (bron: INSEE-tellingen).